# シパダン島
シパダン島 (マレー語: Pulau Sipadan) は、マレーシアのサバ州に属するセレベス海の島。死火山の上の珊瑚礁からできている。インド太平洋の中心に位置し、400種以上の魚と数百種類の珊瑚からなる豊かな生態系を誇る。ガラパゴス諸島（エクアドル）やチューク州（ミクロネシア連邦）と並んでスクーバダイビングの名所である。

## 歴史
1933年、英領北ボルネオが島を鳥の保護区に指定した。
1963年、独立直後のマレーシア政府をそれを引き継いだ。
1989年のジャック＝イヴ・クストーの映画の「海亀の幽霊」では、彼は「私は45年前にシパダン島のような場所を見たが、それらは今はもう無い。やっと触れられていない芸術の欠片を見つけられた」と述べた。
2000年4月23日、フィリピンのモロ人武装勢力のアブ・サヤフが21人を誘拐した（シパダン島誘拐事件）。武装勢力はボートで上陸し、10人の観光客と11人の観光施設職員を銃で脅して船に乗せた。被害者はホロ島（フィリピンのスールー州）に拉致されたが、後に全員解放された。
2002年、マレーシアとインドネシアの係争地域だった島に対し、国際司法裁判所 (ICJ) が付近のリギタン島と共に、イギリス植民地時代からマレーシアが実効支配しているとしてマレーシア領と認めた。尚、フィリピンがボルネオ島北部の領土主張を基にシパダン島に対する手続に干渉しようとしたが、2001年にICJに却下された。

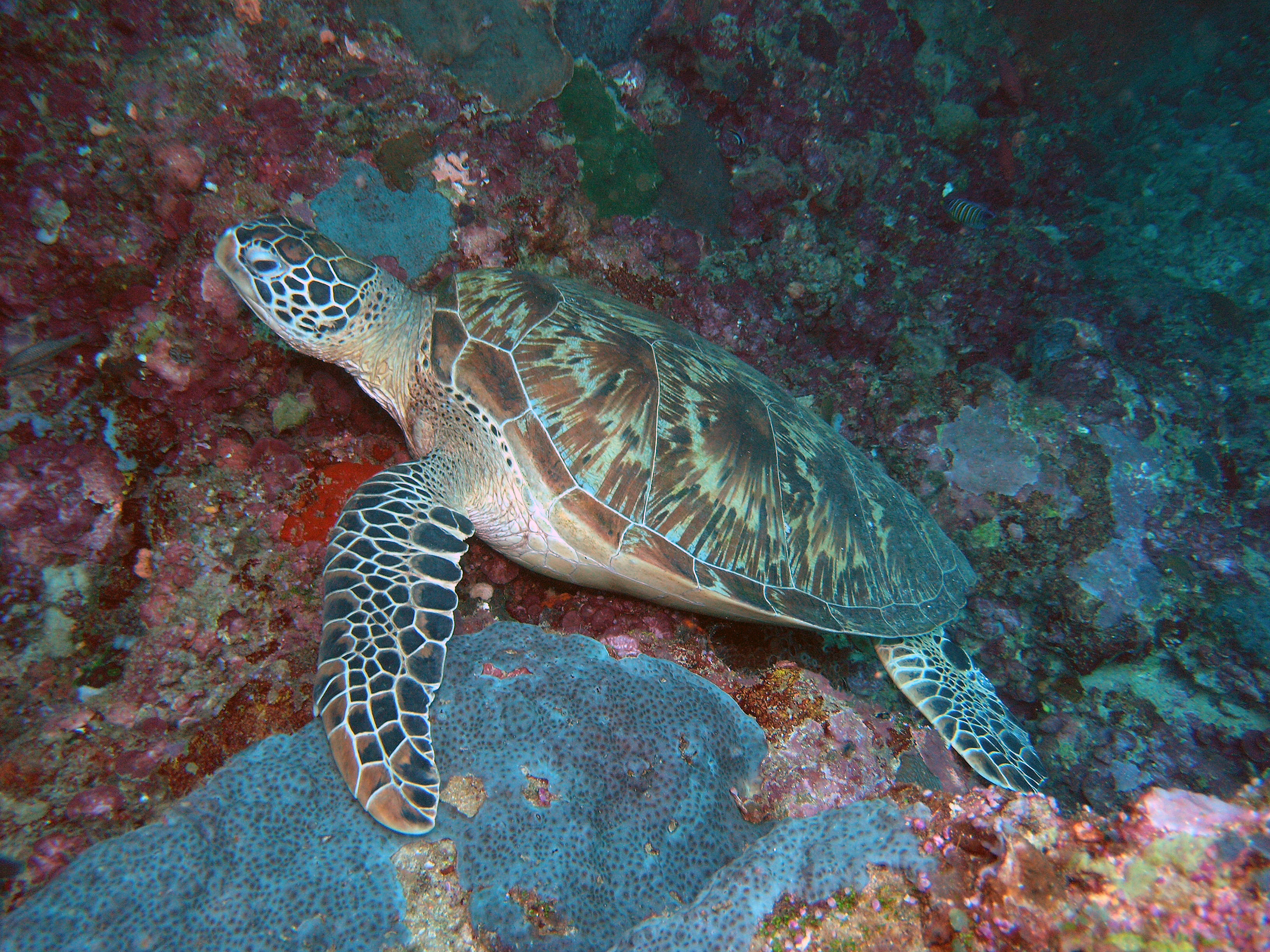
青海亀